# Ernst Riediger
Ernst Riediger (* 15. Juli 1901 in Streit, Niederschlesien, heute Polen; † 3. Februar 1966 in Mönchröden, heute Rödental) war ein deutscher Politiker des GB/BHE, später der GDP.
Riediger ließ sich an der Präparandenanstalt in Striegau und am Evangelischen Lehrerseminar in Liegnitz ausbilden und arbeitete vier Jahre lang als Lehrer und Erzieher an der Spöhrerschen Höheren Handelsschule im württembergischen Calw. Von 1925 bis 1930 war er im preußischen Volksschuldienst seiner Heimat, danach bis 1938 als Mittelschullehrer in Oels bei Breslau tätig, gefolgt von einer kurzen Lehrtätigkeit an der Heeresfachschule Neiße. Er war Soldat im Zweiten Weltkrieg und wurde 1944 er bei einem Einsatz verwundet. Nach Kriegsende zog er nach Unterfranken, dort wurde er im September 1945 Hauptlehrer und Schulleiter der Volksschule in Mönchröden. 
Ab 1947 war er in der Vertriebenenarbeit aktiv, so war er Kreisvorsitzender und stellvertretender Bezirksvorsitzender des GB/BHE. Von 1950 bis 1962 gehörte er dem Bayerischen Landtag an, ab 1958 übte er das Amt des zweiten Vizepräsidenten des Landtags aus. Am 16. Januar 1961 war er mit dem Bayerischen Verdienstorden ausgezeichnet worden.